# Luc Warnant
Pour les articles homonymes, voir Warnant (homonymie).
Luc Warnant, né le 30 avril 1956 dans la région d'Hannut, est un auteur de bande dessinée et scénariste belge.

## Biographie
Luc Warnant naît le 30 avril 1956, dans la région d'Hannut. Il commence la bande dessinée à son entrée à l'École supérieure des arts Saint-Luc de Liège, qu'il quitte après la première année. Il s'inscrit à l'Académie royale des beaux-arts de Liège. Par la suite, en 1975, il travaille au studio Édouard Aidans pendant deux ans où il reprend les personnages Pouf et Poil au nez créés par André Beckers, une série pour enfants qui paraît dans le journal Vers l'Avenir. Deux planches du dessinateur paraissent dans Le Journal de Spirou sous la forme d'une carte blanche en 1974 sur un scénario d’André Beckers, ce dernier fut un véritable mentor pour Warnant.
Par la suite, il collabore avec Mittéï, pour lequel il réalise un épisode court de l'Indésirable Désiré qui paraît dans un numéro spécial de Tintin. En 1975, il rencontre Gos qui lui propose de reprendre Gil Jourdan, Thierry Martens lui demande de réaliser des essais. Lorsqu'il montre ceux-ci à Charles Dupuis, il se voit proposer de commencer sa propre série Timothée O. Wang, finalement choisie. Avant que commence un premier épisode de Timothée de 20 planches dans Spirou en 1981, il collabore à un court récit Auto stupeur sur un scénario de Stéphane Colman. Luc Warnant fait vivre, en 1984, l'unique récit en quarante-quatre planches de son héros tibétain : La Statue vivante, repris en album aux éditions Soleil en 1989.
En parallèle, Luc Warnant réalise trois courts récits complets (Le Long Voyage sur scénario de Stephen Desberg en 1981, puis P'tit Beurre avec Tome et Janry et Le Miroir aux arlouettes, un conte de Noël pas traditionnel du tout, sur son propre scénario en 1984).
Mais c'est en s'associant avec le scénariste Tome que Luc Warnant crée un personnage appelé à un grand succès :  Soda. Il réalise deux albums (Un ange trépasse, 1986, et Lettres à Satan, 1987). Ayant de plus en plus de mal à vivre la solitude de ce métier, Luc Warnant abandonne son héros à la planche 11 de l'album Tu ne buteras point, passant le relais à Bruno Gazzotti, pour se consacrer à l’image de synthèse 3D. En 1991, il fait encore une brève apparition dans Spirou avec une courte histoire indépendante sur un scénario de Tome : L'un de nous deux doit mourir.
Luc Warnant cherche une technique qui lui permettrait de raconter des histoires autrement que par le dessin. Il est impressionné par les films en animation en volume de Jiří Trnka et ceux des studios Aardman, il a l'idée d'utiliser cette technique de poupées articulées pour réaliser une bande dessinée, cela lui permet de pousser beaucoup plus loin les ambiances, les éclairages et de travailler les cadrages plus efficacement. Il se met donc à l’ouvrage et commence la fabrication de la première poupée en s’inspirant des techniques utilisées par les studios cités plus haut. C’est à ce moment qu’intervient Philippe Coenen, un de ses amis, qui l’initie à l’infographie 3D. Il est totalement séduit par les possibilités de cette nouvelle technique,.
Il rejoint une équipe de développement en 3D, la société Neurones qui deviendra Neuroplanet (Liège, Luxembourg) dirigée par Paul Hannequart. Il y collabore au développement d’outils informatiques de modélisation et d’animation en temps réel en tant que concepteur et modélisateur 3D de personnages et de décors. Il deviendra directeur artistique pour cette société.
Il participe également en tant que character designer et chef modélisateur à la production du long métrage d'animation de Thierry Schiel Tristan et Iseut (2002) par Oniria Pictures,,.
À partir de 2001, il enseigne la modélisation 3D et la sculpture à la Haute École Albert Jacquard de Namur en Belgique.
En 2018, les éditions Hématine proposent une intégrale luxueuse de Timothée Octave Wang en édition limitée,. À la disparition de Tome en 2019, Luc Warnant lui rend hommage dans Spirou.
En 2020, les éditions du Tiroir recourent au financement participatif via la plateforme Ulule pour une réédition de Timothée O. Wang dont les planches sont restaurées et recoloriées,.
Actuellement retraité, Luc Warnant caresse l'idée de réaliser une bande dessinée à l'aide de la 3D,.

## Albums

### Séries

#### Timothée O. Wang
- 1. Le Tibétain[13],[14], Éditions du Tiroir, Braine-l'Alleud, 11 septembre 2020
Scénario et dessin : Luc Warnant - Couleurs : Bruno Wesel et André Taymans -  (ISBN 978-2-931027-18-9)
- 2. La Statue vivante, Soleil Productions, Toulon, septembre 1989
Scénario : Richard Quarré, Jean-Luc Berger et Luc Warnant - Dessin : Luc Warnant - Couleurs : quadrichromie -  (ISBN 2-87764-017-5)[15].
- Int. Timothée Octave Wang, Hématine, coll. « Maxi-matine », 25 mai 2018
Scénario : Richard Quarré, Jean-Luc Berger et Luc Warnant - Dessin : Luc Warnant - Couleurs : quadrichromie -  (ISBN 978-2-9601229-4-7)[3].

#### Soda
- 1. Un ange trépasse, Dupuis, Marcinelle, septembre 1987
Scénario : Tome - Dessin : Luc Warnant - Couleurs : Stéphane De Becker -  (ISBN 2-8001-1515-7)[16]
- 2. Lettres à Satan, Dupuis, Marcinelle, mai 1988
Scénario : Tome - Dessin : Luc Warnant - Couleurs : Stéphane De Becker -  (ISBN 2-8001-1539-4)
- 3. Tu ne buteras point, Dupuis, Marcinelle, mars 1991
Scénario : Tome - Dessin : Luc Warnant (planches 1 à 11) et Bruno Gazzotti - Couleurs : Stéphane De Becker -  (ISBN 2-8001-1819-9)
- Int. 1. Volume 1, Dupuis, coll. « Magnum », Marcinelle, 15 avril 2011
Scénario : Tome - Dessin : Luc Warnant, Bruno Gazzotti - Couleurs : Cerise -  (ISBN 978-2-8001-4699-7)

### Collectifs
- Spécial animaux - 7 chefs-d'œuvre drôle, émouvants et tendres, Dupuis, coll. « Les Meilleurs Récits du journal de Spirou », Marcinelle, août 1986
Scénario et couleurs : collectif - Dessin : collectif dont Warnant -  (ISBN 2-8001-1395-2)

## Autres
- Illustrations et préface du manuel Coup de crayon utile pour infographiste sur papier ou tablette, Ivan Lammerant - Bernard Despas - Éditions édipro, coll. « Métiers », Seraing, 2012  (ISBN 2874962104)
- Illustrations et préface du manuel Le Bon Coup de crayon de l'infographiste, Ivan Lammerant - Bernard Despas - Éditions édipro, coll. « Métiers », Seraing, 2014  (ISBN 978-2-87496-280-6)[17]